# Hebanthodes
Hebanthodes é um género monotípico de plantas com flores pertencentes à família Amaranthaceae. A única espécie é Hebanthodes peruviana.
A sua área de distribuição nativa é o Peru.